# Slovenia International 2018
Die Slovenia International 2018 im Badminton fanden vom 10. bis zum 13. Mai 2018 in Medvode in der Sport Hall Medvode in der Ostrovrharjeva 4 statt.

## Sieger und Platzierte
| Disziplin    | Gold                          | Silber                                   | Bronze                                 |
| ------------ | ----------------------------- | ---------------------------------------- | -------------------------------------- |
| Herreneinzel | Toby Penty                    | Pablo Abián                              | Iikka Heino                            |
| Herreneinzel | Toby Penty                    | Pablo Abián                              | Dmytro Zavadsky                        |
| Dameneinzel  | Qi Xuefei                     | Michelle Skødstrup                       | Özge Bayrak                            |
| Dameneinzel  | Qi Xuefei                     | Michelle Skødstrup                       | Jordan Hart                            |
| Herrendoppel | Jeppe Bay Rasmus Kjær         | Mads Emil Christensen Kristoffer Knudsen | Daniel Lundgaard Karl Thor Søndergaard |
| Herrendoppel | Jeppe Bay Rasmus Kjær         | Mads Emil Christensen Kristoffer Knudsen | Paweł Pietryja Przemyslaw Szydlowski   |
| Damendoppel  | Bengisu Erçetin Nazlıcan Inci | Eva Janssens Stine Küspert               | Jessica Hopton Jenny Moore             |
| Damendoppel  | Bengisu Erçetin Nazlıcan Inci | Eva Janssens Stine Küspert               | Maryna Iljinska Yelyzaveta Zharka      |
| Mixed        | Gregory Mairs Jenny Moore     | Kristoffer Knudsen Isabella Nielsen      | Danylo Bosniuk Yevgeniya Paksyutova    |
| Mixed        | Gregory Mairs Jenny Moore     | Kristoffer Knudsen Isabella Nielsen      | Mads Emil Christensen Claudia Paredes  |